# Левобережное кладбище
Левобере́жное кла́дбище — кладбище Воронежа, расположенное в Левобережном районе города.
Официальное наименование — Восточное кладбище. Среди жителей города известно как «кладбище на Баках» из-за расположенного возле нефтехранилища.
Открыто в 1960 году. Его территория дважды расширялась и ныне занимает почти 48 гектаров. С 2005 года кладбище официально закрыто, но продолжаются подзахоронения в могилы родственников. Похоронено около полумиллиона человек.

## Известные люди, похороненные на кладбище

### Герои Советского Союза
- Кочеров, Виктор Фомич
- Кузьмичёв, Иван Фёдорович
- Маношин, Константин Васильевич
- Чевола, Никифор Дмитриевич

### Полные кавалеры ордена Славы
- Прощенко, Дмитрий Григорьевич
- Горбачёв, Пётр Дмитриевич
- Цыганов, Дмитрий Арсеньевич
- Яровенко, Михаил Акимович

### Герои Социалистического Труда
- Мачула, Владимир Иванович
- Худяков, Пётр Яковлевич

### Музыканты
- Клинских, Юрий Николаевич (27.07.1964-04.07.2000) (лидер группы «Сектор Газа»)
- Проскурин, Андрей (30.10.1968-22.11.2009) (лидер группы «Рок-полиция»)